# Maďarská diaspora

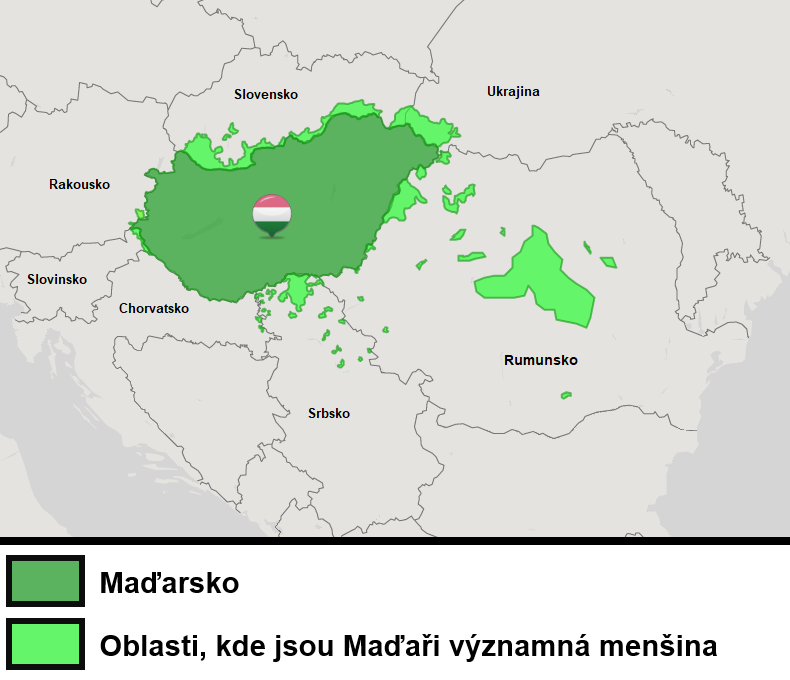
Maďarská diaspora v zemích Evropy

Magyar diaspora (Maďarská diaspora) je termín, kterým se klasifikují etničtí Maďaři roztroušení po celém světě.
Existují dvě skupiny této diaspory: mezi první patří tzn. autochtonní (vyskytující se v místech svého vzniku) a mezi druhé patří imigranti. Autochtonní skupina žije kolem hranic Maďarska (Slovensko, Srbsko, Ukrajina) nebo blízko ní (Rumunsko) a důvodů tohoto roztroušení bylo hned několik, především historický a politický. Dnešní území Maďarska je definováno především díky Trianonské smlouvě, která osekala 31 % (3,3 miliónů) Maďarů žijící v dalekých místech Uherského království. Důsledkem tohoto gambitu světových mocností a neochotností se přestěhovat na nově vytvořené území Maďarska s majoritní početností Maďarů, byli Maďaři odkázaní žít v „zahraničí“.
Druhá skupina čítající imigranty byla ovlivněna různými politickými (Maďarské povstání roku 1956) či sociálními (chudoba, bída, antisemitismus) indikátory.
Tento článek zahrnuje obě skupiny.

## Demografie
| Země                                             | Počet                        | Poznámky                   | Článek |
| ------------------------------------------------ | ---------------------------- | -------------------------- | ------ |
| Největší počet Maďarů je v následujících státech |                              |                            |        |
| Kanada                                           | 315 510 (2006)               | Imigranti                  |        |
| Izrael                                           | až 250 000 (2000)            | Imigranti                  |        |
| Německo                                          | 120 000 (2004)               | Imigranti                  |        |
| Slovensko                                        | 520 528 (2001)               | Autochtonní                | Ano    |
| Rakousko                                         | 40,583 (2001)                | Autochtonní (Burgenland)   |        |
| Rumunsko                                         | 1 434 377 (2002) (bez Čángů) | Autochtonní(Transylvánie), | Ano    |
| Francie                                          | až 200 000 (2000)            | Imigranti                  |        |
| Spojené království                               | 80 135 (2001)                | Imigranti                  |        |
| Brazílie                                         | 80 000 (2002)                | Imigranti                  |        |
| Rusko                                            | 76 500 (2002)                | Imigranti                  |        |
| Austrálie                                        | 55 000 (2002)                | Imigranti                  |        |
| Argentina                                        | až 50 000 (2000)             | Imigranti                  |        |
| Chile                                            | 40 000 (2008)                | Imigranti                  |        |
| Švýcarsko                                        | až 25 000 (2000)             | Imigranti                  |        |
| Česko                                            | 14 672 (2001)                | Imigranti                  |        |
| Slovinsko                                        | 8 500 (1996)                 | Autochtonní (Zámuří)       |        |
| Turecko                                          | 6 800 (2001)                 | Imigranti                  |        |
| Irsko                                            | 3 328 (2006)                 | Imigranti                  |        |
| CELKEM                                           | 5,2–5,6 milionu              |                            |        |

## Galerie maďarské diaspory

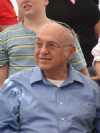
Ja'akov Ne'eman, ministr spravedlnosti Izraele
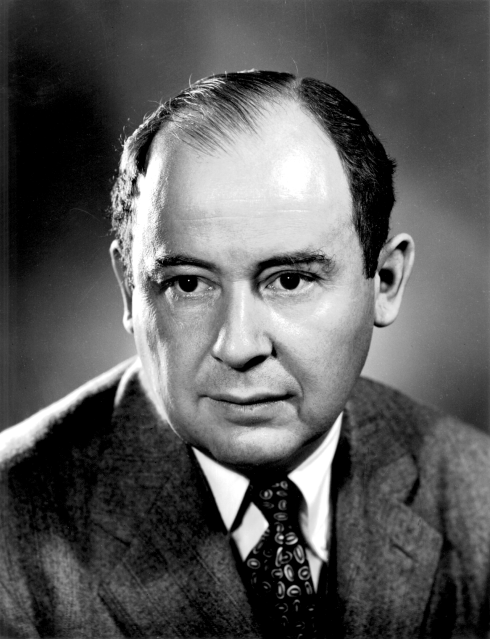
John von Neumann (1903–1957), matematik a fyzik
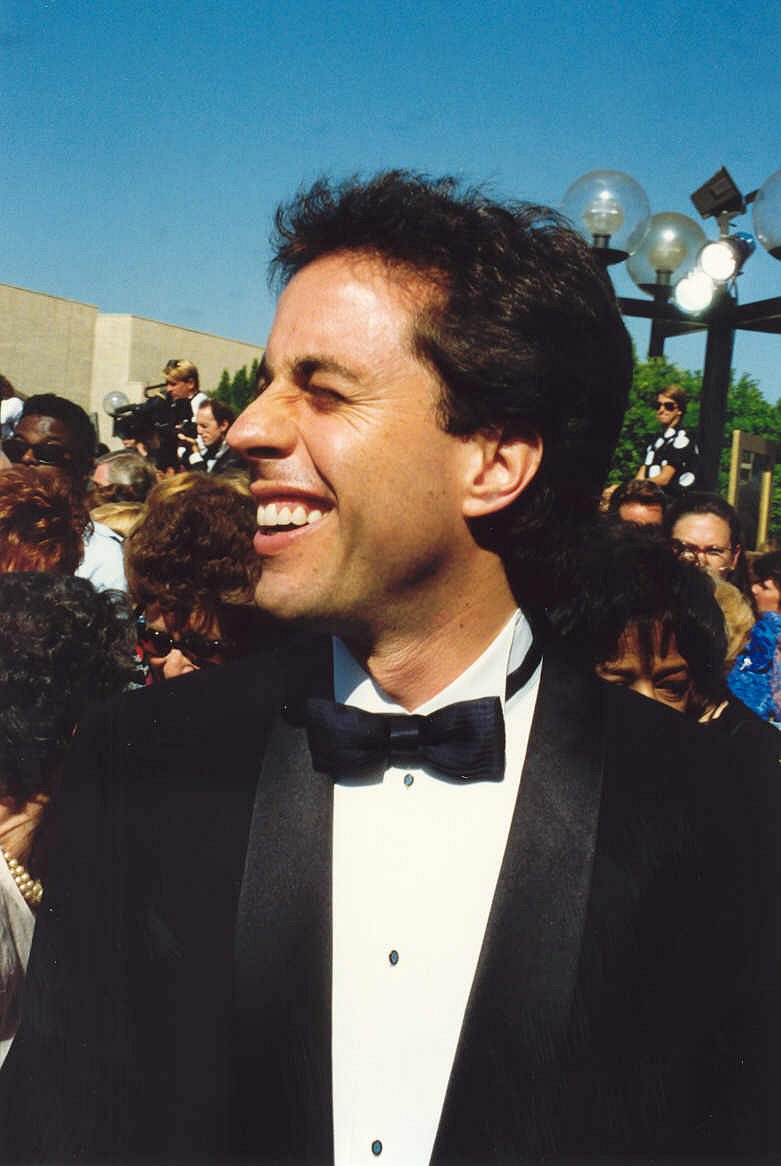
Jerry Seinfeld, komik.
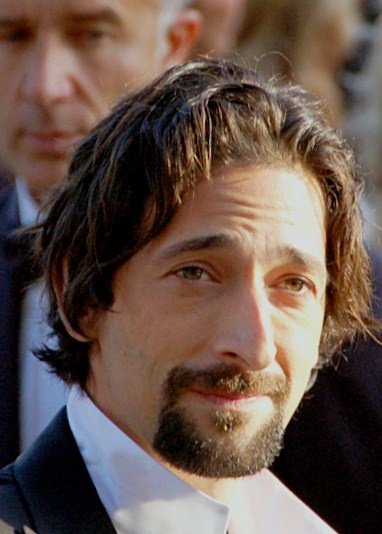
Adrien Brody, herec
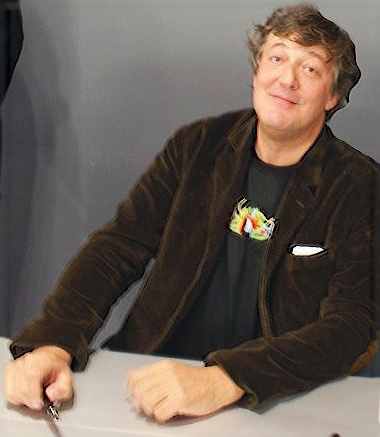
Stephen Fry, komik, spisovatel, režisér a autor.
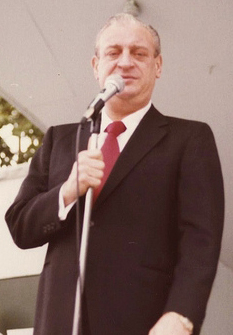
Rodney Dangerfield, komik.
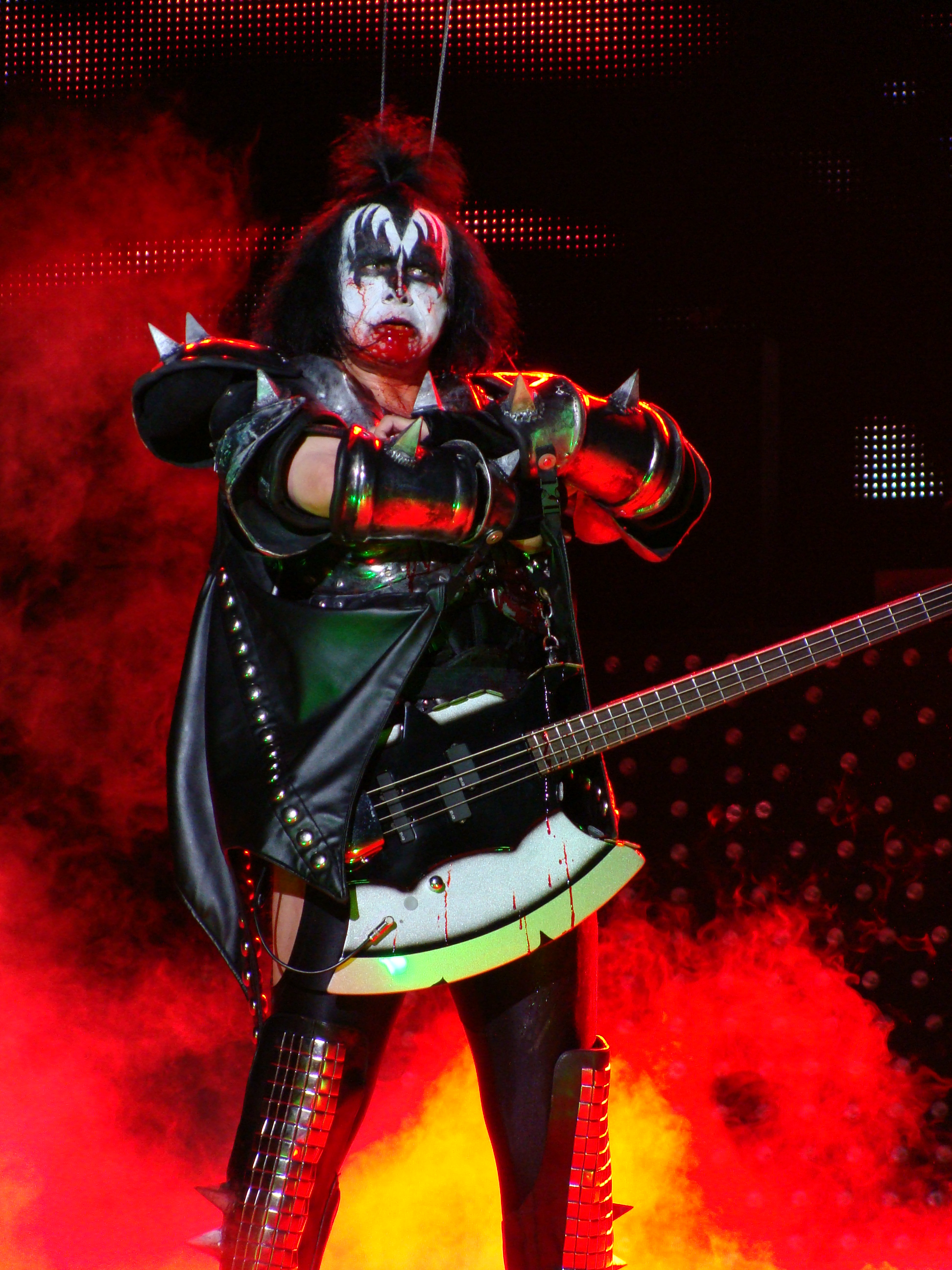
Gene Simmons, člen skupiny KISS.
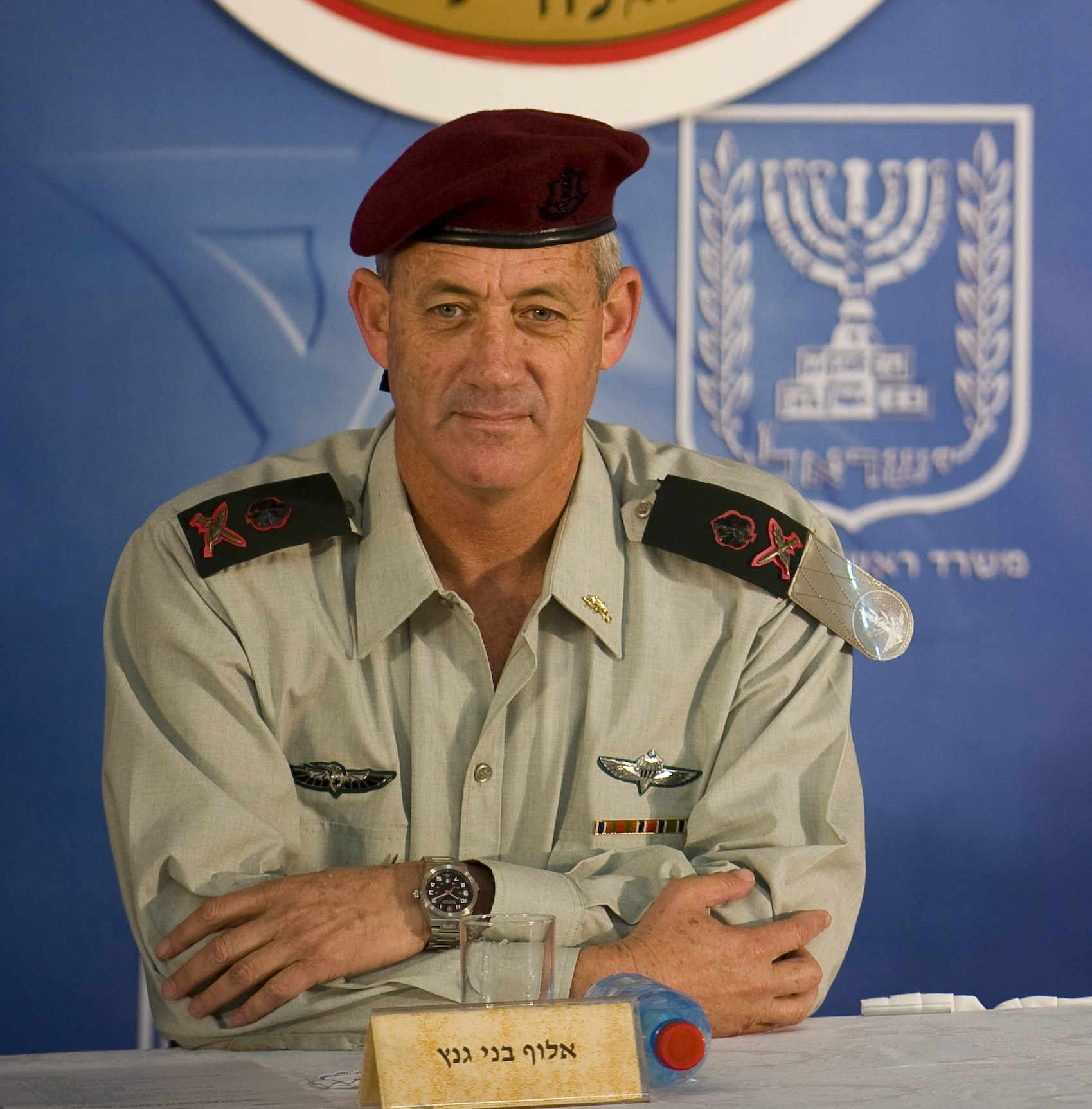
Benny Gantz, izraelský generál
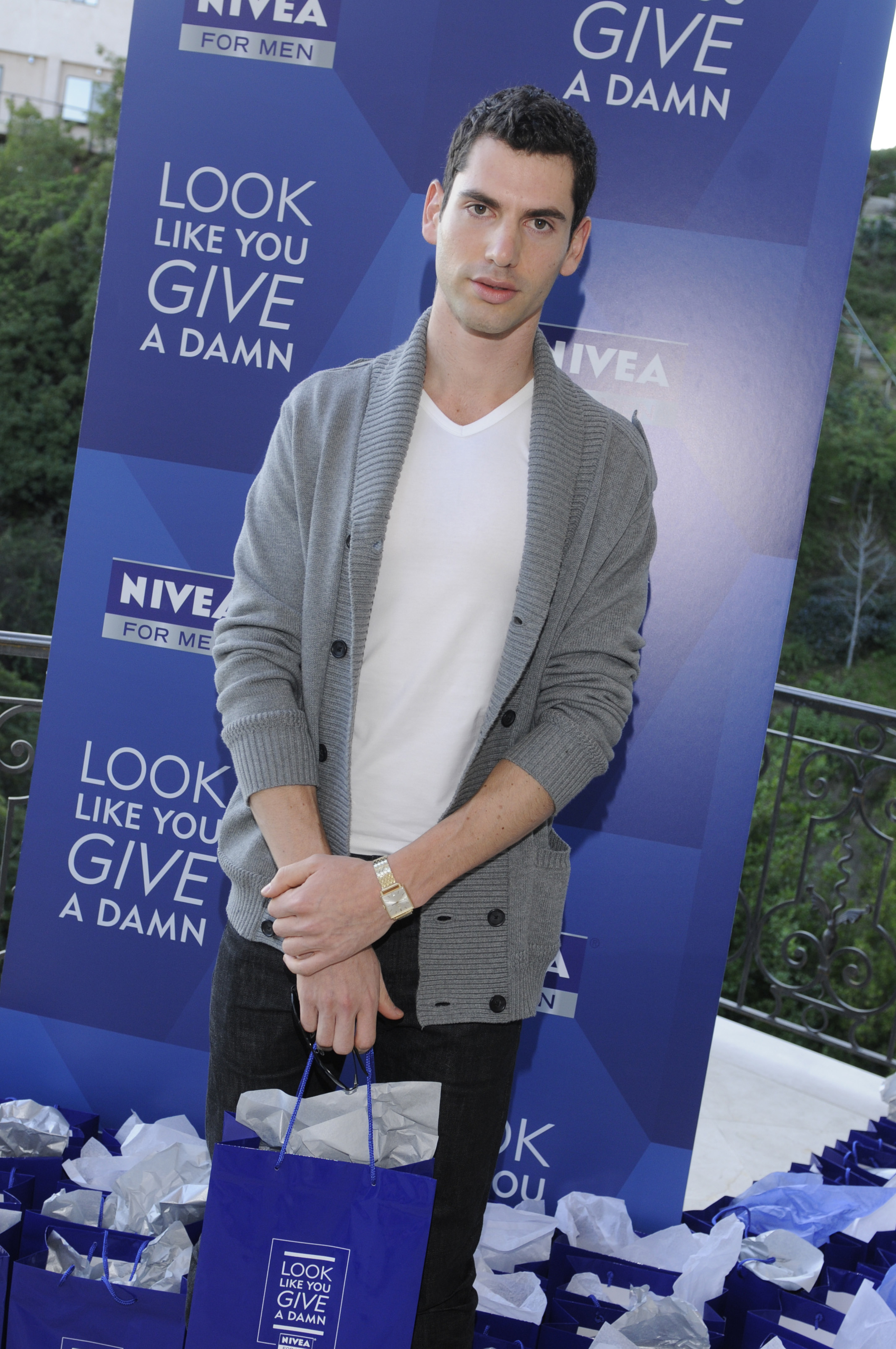
Yotam Solomon, izraelský návrhář
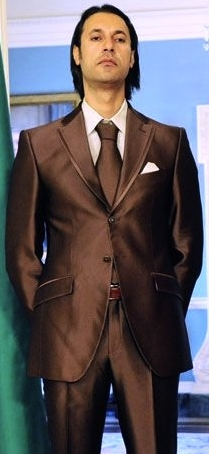
Mutassim Gaddafi (1977–2011), pátý syn Muammara Gaddafiho
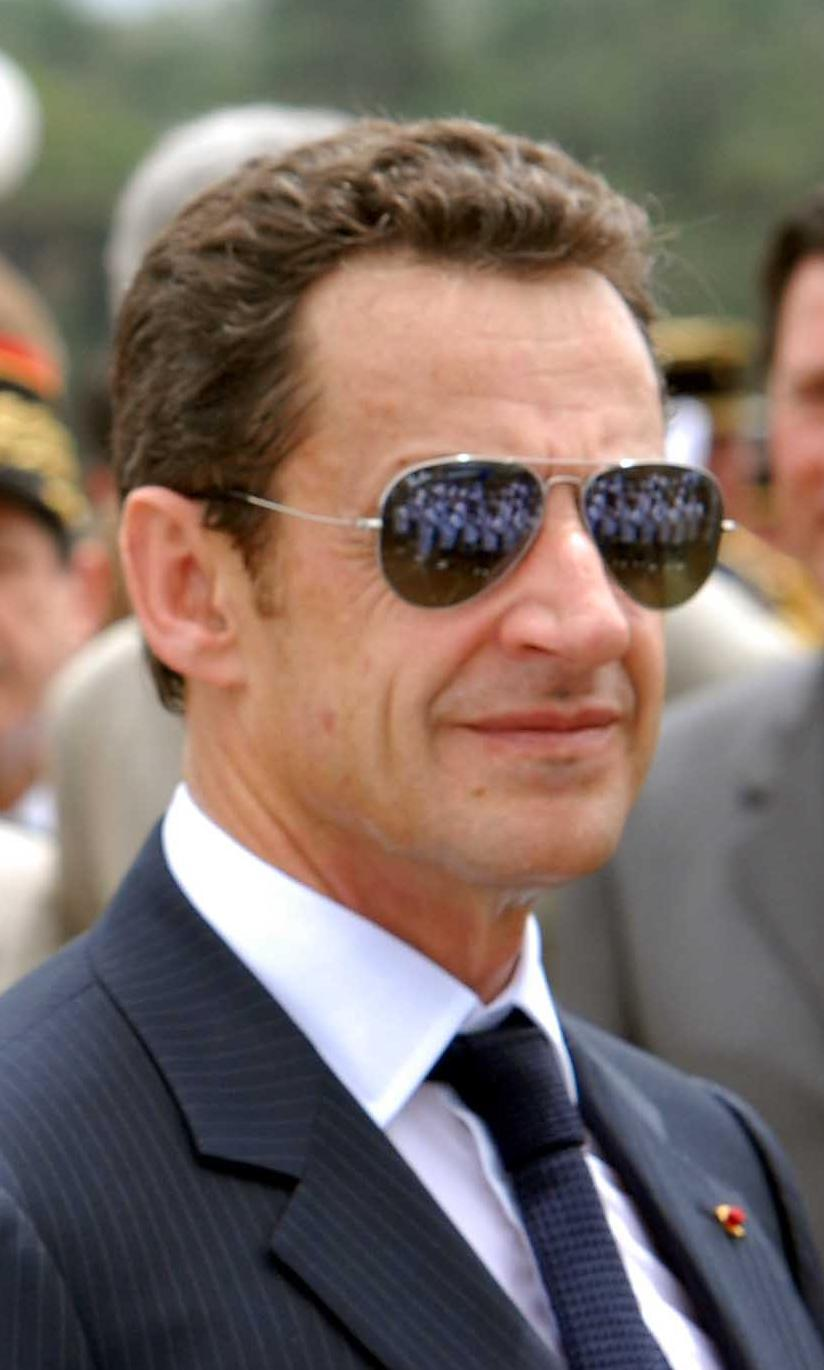
Nicolas Sarkozy, 23. francouzský prezident
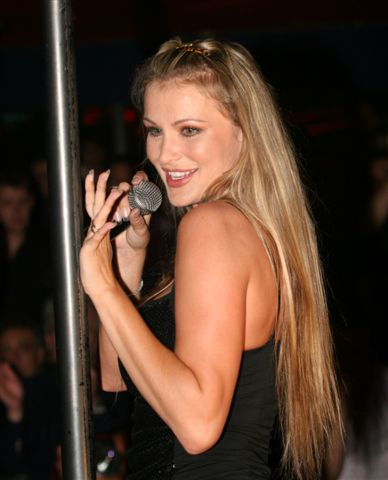
Eva Henger, pornoherečka a herečka